# Feliks Gazda
Feliks Gazda (ur. 6 maja 1903 w Zakrzowie, zm. 9 maja 1970 w Saint-Jérôme) – major pilot Polskich Sił Powietrznych w Wielkiej Brytanii.

## Życiorys
Syn Jana i Alicji z domu Morek. Ukończył seminarium nauczycielskie w Solcu i podjął pracę w szkole powszechnej w Hrubieszowie. W 1924 roku wstąpił do wojska i został skierowany do Szkoły Podchorążych Piechoty w Warszawie, którą ukończył 1 lipca 1925 r. i jako plutonowy podchorąży otrzymał przydział do 34. pułku piechoty. 
W 1925 roku rozpoczął naukę w Oficerskiej Szkole Lotnictwa, którą ukończył w 1927 r. z 41. loktą (I promocja). W stopniu sierżanta podchorążego obserwatora otrzymał przydział do 35. eskadry lotniczej 3.pułku lotniczego. W lipcu 1928 znajdował się w grupie sześciu oficerów, którzy pod dowództwem kpt. Hergeta, „oblatywali” wojskowe lotniska w Polsce aby zapoznać pilotów i obserwatorów z techniką skoków za pomocą spadochronów. Skoki odbywały się ze skrzydeł samolotu Farman-Goliath.  
3 maja 1929 roku został skierowany do Centrum Wyszkolenia Oficerów Lotnictwa na kurs pilotażu, 21 maja 1929 r. został awansowany na stopień podporucznika. Po ukończeniu kursu został skierowany do 132. eskadry myśliwskiej 3 pułku lotniczego. Szkolenie w zakresie pilotażu uzupełnił podczas stażu w 2 pułku lotniczym w 1930 roku.  Powrócił do 132 em, w latach 1932–1933 był jej dowódcą.
W 1933 roku przeszedł do nowo powstałej 133. eskadry myśliwskiej, którą dowodził od 13 maja 1934. Na stopień kapitana został mianowany ze starszeństwem z 1 stycznia 1936 w korpusie oficerów aeronautyki. W 1938 roku objął funkcję dowódcy plutonu 3 eskadry specjalnej w Szkole Podoficerów Lotnictwa dla Małoletnich w Bydgoszczy. W marcu 1939, już po przeniesieniu szkoły do Krosna, pełnił służbę na stanowisku dowódcy 2 eskadry specjalnej III dywizjonu szkolnego.
W czasie kampanii wrześniowej odpowiadał za ewakuację uczniów i personelu szkoły. Został internowany w Rumunii, skąd wkrótce uciekł i w listopadzie 1939 roku trafił do Centrum Wyszkolenia Lotnictwa w Lyon. Od marca do czerwca 1940 roku był zastępcą szefa pilotażu w CWL. Po kampanii francuskiej przedostał się przez Oran i Gibraltar do Wielkiej Brytanii.
Wstąpił do RAF, otrzymał numer służbowy P-0414. Przeszedł przeszkolenie w 1 School of Army Cooperation w Old Sarum, w bazach RAF White Waltham i Kemble. Otrzymał przydział do Polish Detachment RAF w Takoradi, którego zadaniem było transportowanie lotem samolotów z Afryki zachodniej do Egiptu. W 1941 roku przeszkolenie w 71 Operational Training Unit (OTU) i został przydzielony do 112 dywizjonu myśliwskiego RAF w Libii. Wykonał 6 lotów bojowych. 
W 1942 powrócił do wykonywania lotów transportowych, we wrześniu 1943 został przydzielony do 216 Transport Group. Powrócił do Wielkiej Brytanii gdzie służył w Transport Command, a następnie w 44 Transport Group RAF i w sztabie 84 Grupy Myśliwskiej RAF. W 1946 wstąpił do Polskiego Korpusu Przysposobienia i Rozmieszczenia. Zdecydował się na pozostanie na emigracji, wyjechał do Argentyny a następnie do Kanady. Pracował w firmie Aviation Electric, działał społecznie w polonijnych organizacjach zrzeszających polskich weteranów.
Zmarł 9 maja 1970 w szpitalu w Saint-Jérôme. Został pochowany na Cmentarzu Weteranów w Pointe Claire Montreal (a-5,L-35).

## Odznaczenia
- Krzyż Walecznych
- Srebrny Krzyż Zasługi z Mieczami
- Medal Lotniczy
- Polowy Znak Pilota nr 1036